# Il passaggio (film)
Il passaggio (Le passage) è un film del 1986 diretto da René Manzor.